# Карпово (Польща)
Карпово (пол. Karpowo) — село в Польщі, у гміні Залево Ілавського повіту Вармінсько-Мазурського воєводства.
Населення — 44 особи (2011).
У 1975-1998 роках село належало до Ольштинського воєводства.

## Демографія
Демографічна структура станом на 31 березня 2011 року:
|          | Загалом | Допрацездатний вік | Працездатний вік | Постпрацездатний вік |
| -------- | ------- | ------------------ | ---------------- | -------------------- |
| Чоловіки | 26      | 3                  | 19               | 4                    |
| Жінки    | 18      | 1                  | 10               | 7                    |
| Разом    | 44      | 4                  | 29               | 11                   |